# Georg Danner (Baumeister)
Georg Danner († 24. Dezember 1686 in Unterbissingen), auch Thanner geschrieben, war ein Baumeister, der vor allem Kirchengebäude in der Umgebung von Dillingen an der Donau errichtete.

## Leben
Über das Leben des Baumeisters Georg Danner sind nur wenige Informationen überliefert. Er stammte aus „Falkenstein in Bavaria“ und ließ sich in Bissingen nieder, wo er am 10. Juli 1668 heiratete. Von 1677 bis zu seinem Tod lebte er in Unterbissingen.

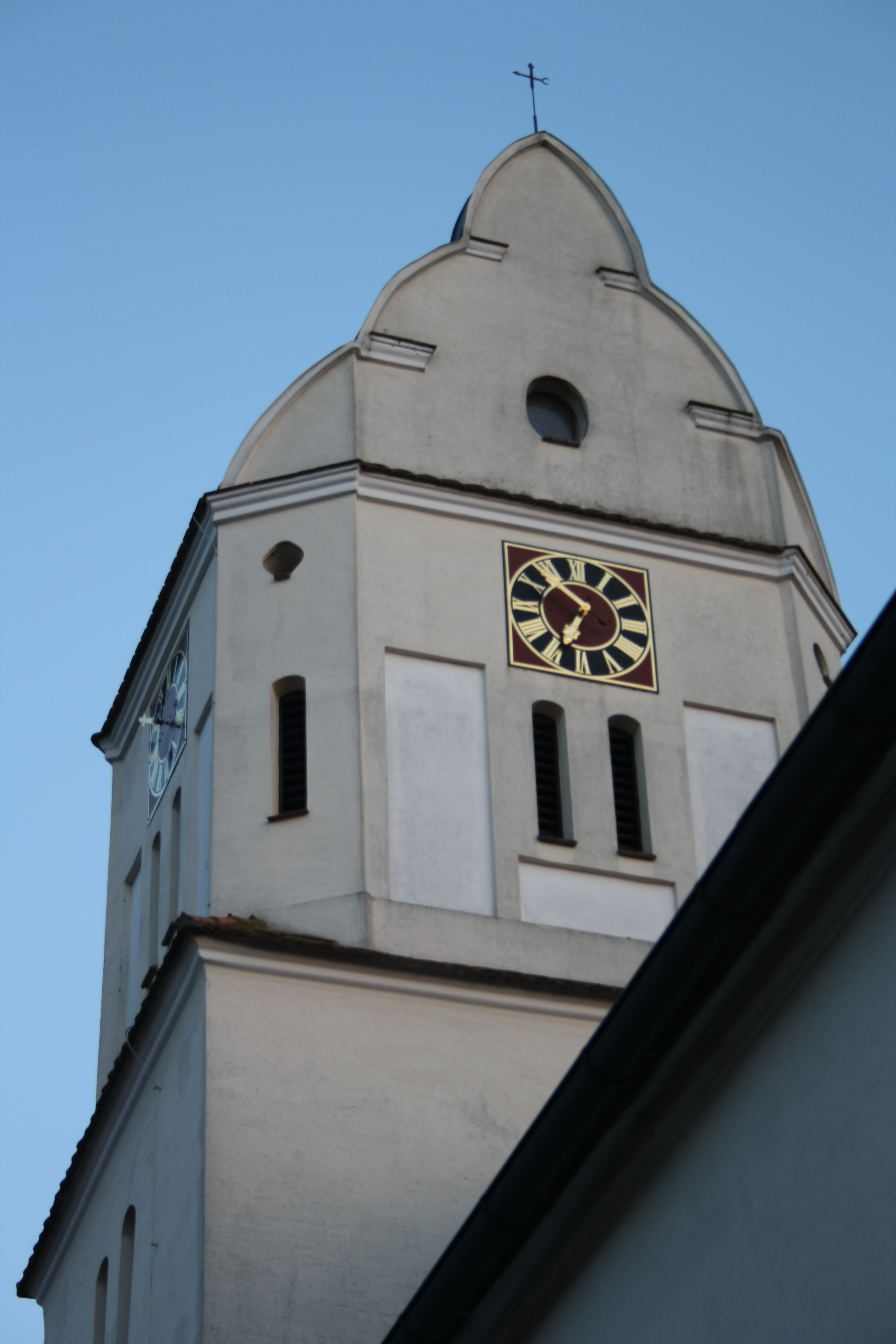
Turmaufsatz der Kirche St. Oswald in Oberglauheim

## Bauwerke (Auswahl)
- 1677–1681: katholische Pfarrkirche St. Michael in Lutzingen
- 1669–1672: katholische Pfarrkirche St. Alban in Stillnau
- 1678–1680: katholische Filial- und Wallfahrtskirche Mariä Himmelfahrt in Buggenhofen (Umbau)
- 1678–1682: katholische Pfarrkirche Unserer Lieben Frau Unbefleckte Empfängnis (Maria Immaculata) in Schwennenbach (Neubau des Langhauses)
- 1682: katholische Filialkirche St. Oswald in Oberglauheim (Turmaufsatz mit Giebeln und Satteldach)
- 1684: ehemaliges Deutschordenshaus in Bissingen (heute katholisches Pfarrhaus)
- 1701–1702: katholische Wallfahrtskirche Unsere Liebe Frau im Moos in Kicklingen (Pläne von 1682)